# Loux
Loux Marlafekas SA (griechisch Λουξ) ist ein griechischer Getränkehersteller mit Sitz in Patras. Bis 1967 hatte das Unternehmen im Land eine quasi-monopolistische Stellung bei Erfrischungsgetränken. Bis heute ist sie Marktführer auf dem Peloponnes, während sie im Rest des Landes eher den Status eines Nischen- oder Kultprodukts genießt.

## Geschichte
Patras hatte bis ins 20. Jahrhundert viele Fabriken, die Liköre und andere meist alkoholische Getränke herstellten, darunter elf, die auch nicht-alkoholische Getränke im Angebot hatten. Loux wurde 1950 von Panagiotis Marlafekas als reine Erfrischungegetränkemarke gegründet, anfangs mit den Produkten Orangenlimonade, Zitronenlimonade und Soda. 1967 begannen Coca-Cola und Pepsi in Griechenland abzufüllen, so dass Loux in moderne Abfüllanlagen und eine neue Fabrik investieren musste. 1972 wurde das neue Werk in der Nähe der Quelle Kafalovrissou im gleichnamigen Ort in Betrieb genommen. 2006 zog das Werk erneut um.
Das Unternehmen ist durch zahlreiche Wohltätigkeitsaktionen auch in den Medien präsent, so wurde bei den Waldbränden in Griechenland 2007 10 Cent eines jeden verkauften Getränks für die Opfer der Brände gespendet. Am bekanntesten ist Loux als Namensgeber des Handballvereins Ormi-Loux Patras, jedoch nicht Hauptsponsor.

## Produkte
Produziert werden Limonaden, Säfte, Cola, Tonic Water und Soda.